# Anoplosyllis edentula
Anoplosyllis edentula är en ringmaskart som beskrevs av Jean Louis René Antoine Édouard Claparède 1868. I den svenska databasen Dyntaxa används istället namnet Syllides edentula. Enligt Catalogue of Life ingår Anoplosyllis edentula i släktet Anoplosyllis och familjen Syllidae, men enligt Dyntaxa är tillhörigheten istället släktet Syllides och familjen Syllidae. Arten har ej påträffats i Sverige. Inga underarter finns listade i Catalogue of Life.